# Heinrich Abel
Heinrich Abel SJ (ur. 15 grudnia 1843 w Pasawie, zm. 23 listopada 1926 w Wiedniu) − niemiecki jezuita, kaznodzieja i duszpasterz.
Do Towarzystwa Jezusowego wstąpił w 1863 w Innsbrucku, w 1873 został wyświęcony na kapłana. Od 1879 pracował w Kalksburgu jako nauczyciel, a w 1891 został przeniesiony do Wiednia. W Wiedniu prowadził ożywioną działalność apostolską, społeczną i rekolekcyjną, rozbudził ruch sodalicyjny i pielgrzymkowy. Organizował pielgrzymki mężczyzn do austriackich sanktuariów maryjnych Mariazell i Klosterneuburg. W działalności duszpasterskiej współpracował z burmistrzem Wiednia Karlem Luegerem. Był znanym kaznodzieją. W kazaniach operował językiem codziennym. Ukazywały się one w dzienniku katolickim "Reichpost". Jest pochowany w wiedeńskim kościele św. Augustyna.